# Bernd Beck
Bernd Beck (* 18. Juli 1956 in Homburg) ist ein ehemaliger deutscher Fußballspieler.

## Spielerkarriere
Der Lambsborner Bernd Beck begann seine Vereinskarriere beim örtlichen SV Lambsborn. Später schloss er sich dem SV Martinshöhe an.
Seine Profikarriere begann 1978, als er zum Zweitligisten FC 08 Homburg wechselte, bei dem er umgehend zum Stammspieler aufstieg.
Nach drei Mittelfeldplätzen in Folge ging Beck 1981 zu Hertha BSC. Die Alte Dame hatte im Vorjahr hinter Werder Bremen und Eintracht Braunschweig knapp den Aufstieg in die 1. Bundesliga verpasst. In der erstmals in einer Staffel ausgetragenen Saison 1981/82 erzielte Beck am 37. Spieltag gegen Hannover 96 beide Treffer zum 2:0-Erfolg im heimischen Olympiastadion, wodurch Hertha bereits einen Spieltag vor Saisonende den Aufstieg perfekt machte. In der Erstklassigkeit angekommen, zeigte sich das von Aufstiegstrainer Georg Gawliczek betreute Team überfordert und stieg umgehend als Schlusslicht wieder ab. Auch wenn Beck in der 1. Liga seinen Stammplatz zeitweise verloren hatte, erkämpfte er ihn sich unter dem neuen Trainer Martin Luppen wieder und hatte am Ende der Saison 1983/84 mit 36 Einsätzen die meisten aller Herthaner aufzuweisen. Das Saisonziel direkter Wiederaufstieg wurde als Elfter jedoch deutlich verfehlt.
Daraufhin wechselte Beck zu den frisch aus der Bundesliga abgestiegenen Kickers Offenbach. Bei den Hessen bestritt er in der Saison 1984/85 alle 38 Partien, was neben ihm nur Torhüter Oliver Reck gelang. Jedoch konnte auch Beck nicht verhindern, dass die Rot-Weißen in die drittklassige Oberliga absteigen mussten. Nach dem Abstieg unterschrieb Bernd Beck zum zweiten Mal beim FC Homburg einen Vertrag. Waren die Saarländer in der Saison zuvor als 16. noch knapp dem Abstieg entkommen, so konnten sie sich in der Saison 85/86 überraschend als Meister den Aufstieg ins Fußballoberhaus sichern. Durch sein Tor zum 1:1-Ausgleich am 37. Spieltag gegen Wattenscheid wurde Beck wie schon in Berlin zum Mann des entscheidenden Tores. Nachdem im Folgejahr der Klassenerhalt erreicht werden konnte, beendete Bernd Beck 1987 seine Profikarriere. Er spielte allerdings noch einige Jahre aktiv Fußball, unter anderem noch einmal bei seinem Heimatverein SV Lambsborn.

## Erfolge
- Bundesliga-Aufstieg: 1982 (Hertha), 1986 (Homburg)